# Cyrbini
Cyrbini è una tribù di ragni appartenente alla sottofamiglia Spartaeinae della famiglia Salticidae dell'ordine Araneae della classe Arachnida.

## Distribuzione
I due generi oggi noti di questa tribù sono diffusi in Africa, Asia e Madagascar.

## Tassonomia
A giugno 2011, gli aracnologi riconoscono 2 generi appartenenti a questa tribù:
- Cyrba Simon, 1876 — Africa, Madagascar, Isole Comore, Asia (12 specie)
- Paracyrba Zabka & Kovac, 1996 — Malaysia (1 specie)